# ВПО-501 «Лидер»
ВПО-501 «Лидер» — травматический пистолет, переделанный на базе боевого пистолета ТТ-33. От боевого пистолета остался только внешний вид и УСМ (с «модифицированной» затворной задержкой). Главное отличие состоит в том, что конструкторами был полностью убран ствол в классическом понимании. Автоматика пистолета работает по принципу «свободного затвора». 
Пистолет по сертификату является бесствольным — ствол заменен на втулку т.е., тонкостенную трубку с внутренним диаметром большего, чем пуля, калибра. Втулка имеет значительное сужение после патронника, патронник не соосен каналу имитатора ствола, а данный канал частично перегорожен вваренным в него препятствием — штифтом. В пистолете применяется магазин вместимостью 8 патронов.